# Râul Mica
Râul  Mica este curs de apă afluent al râului Bâsca Mare. 

## Hărți
- Harta Turistică Covasna